# Tipula pullimargo
Tipula pullimargo är en tvåvingeart som beskrevs av Alexander 1951. Tipula pullimargo ingår i släktet Tipula och familjen storharkrankar.
Artens utbredningsområde är Myanmar. Inga underarter finns listade i Catalogue of Life.